# Olio di serpente

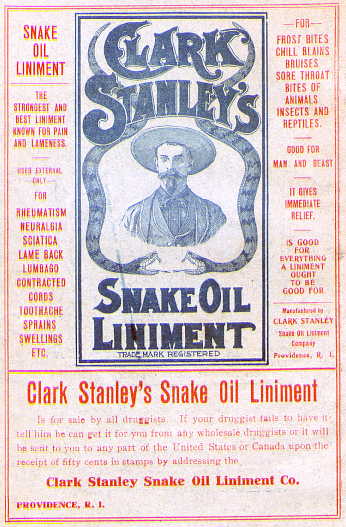
Pubblicità dell'olio di serpente Clark Stanley

Olio di serpente (dall'inglese Snake oil) è un termine utilizzato per descrivere marketing ingannevole, frode sanitaria o truffa. Allo stesso modo, il termine "venditore di olio di serpente" è usato per descrivere qualcuno che vende, promuove o in generale sostiene una cura, un rimedio o una soluzione senza valore o fraudolenta. Il termine deriva dall'olio di serpente che veniva venduto come elisir curativo per molti tipi di problemi fisiologici. Molti imprenditori europei del XVIII secolo e statunitensi del XIX secolo pubblicizzavano e vendevano olio minerale (spesso mescolato con varie erbe domestiche attive e inattive, spezie, farmaci e composti, che però non contenevano alcuna sostanza derivata dal serpente) come "linimento di olio di serpente", affermando la sua efficacia come panacea. Dal XVIII secolo fino al XX, i farmaci brevettati che affermavano di essere una panacea erano molto comuni, in particolare tra i venditori che mascheravano droghe che creavano dipendenza come cocaina, anfetamine, alcol e miscele o elisir a base di oppio da vendere alle manifestazioni di medicina come farmaci o prodotti salutistici.

## Storia

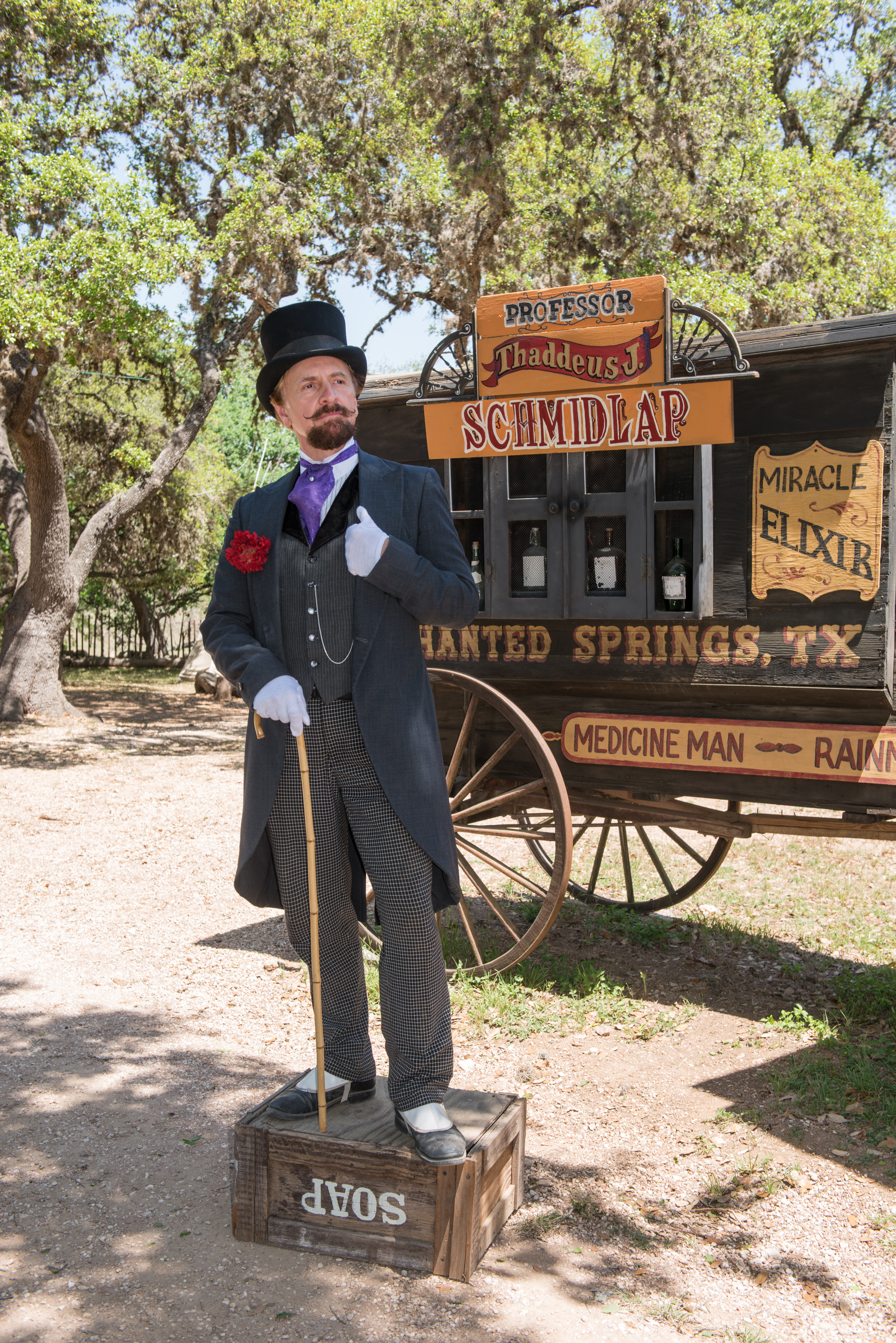
Un rievocatore storico che rappresenta un venditore ambulante di olio di serpente dagli Stati Uniti nel 2014.

L'olio dei serpenti acquatici cinesi è stato utilizzato per secoli nella medicina tradizionale cinese per trattare dolori articolari come artrite e borsite. L'uso dell'olio di serpente negli Stati Uniti potrebbe aver avuto origine a metà del XIX secolo dai lavoratori cinesi delle ferrovie, sottoposti a un duro lavoro fisico. Quest'olio potrebbe aver avuto dei reali benefici grazie alla sua alta concentrazione di acido eicosapentaenoico (vedi acidi grassi polinsaturi); al contrario l'olio di serpente a sonagli successivamente venduto da alcuni ciarlatani non conteneva quantità significative di acido eicosapentaenoico.
I medicinali brevettati hanno avuto origine in Inghilterra a partire dal 1712, mentre negli Stati Uniti non esistevano normative federali riguardanti la sicurezza e l'efficacia dei farmaci, questo fino al Pure Food and Drug Act del 1906; pertanto negli Stati Uniti la diffusa commercializzazione e disponibilità di medicinali pubblicizzati in modo dubbio e senza proprietà o origini note è stata perpetrata per un numero di anni molto maggiore che in Europa.
Nell'Europa del XVIII secolo, soprattutto nel Regno Unito, l'olio di vipera era stato comunemente raccomandato per molte malattie. Sebbene nel mondo occidentale esistano resoconti di olio ottenuto dal grasso di varie vipere, le affermazioni sulla sua efficacia come medicinale non sono mai state esaminate a fondo e la sua efficacia è sconosciuta. È anche probabile che gran parte dell'olio di serpente venduto dagli imprenditori occidentali fosse illegittimo e non contenesse ingredienti derivati da alcun tipo di serpente. L'olio di serpente nel Regno Unito e negli Stati Uniti probabilmente conteneva olio minerale modificato. William Rockefeller Sr., il padre di John D. Rockefeller, era letteralmente un "venditore di olio di serpente".
Nei film western occidentali la vendita di olio di serpente è descritta come truffa: in genere un venditore ambulante finge di essere un medico (con false credenziali), vendendo medicinali falsi con chiassoso clamore di marketing e supportato da prove pseudo-scientifiche. Per aumentare le vendite, un complice tra la folla attesta il valore del prodotto nel tentativo di provocare l'entusiasmo dell'acquisto. Il "dottore" lascerà la città prima che i suoi clienti si rendano conto di essere stati truffati. Questa descrizione è spesso associata al vecchio West americano, tuttavia la sentenza che suscitò più polemiche e clamore avvenne nel 1917, quando si scoprì che l'olio di serpente di Clark Stanley non conteneva vero olio di serpente, creando così l'idea (usata poi nella filmografia occidentale) che le bottiglie di olio di serpente (e i loro venditori) perpetrassero essenzialmente una frode.

### Dal toccasana alla ciarlataneria

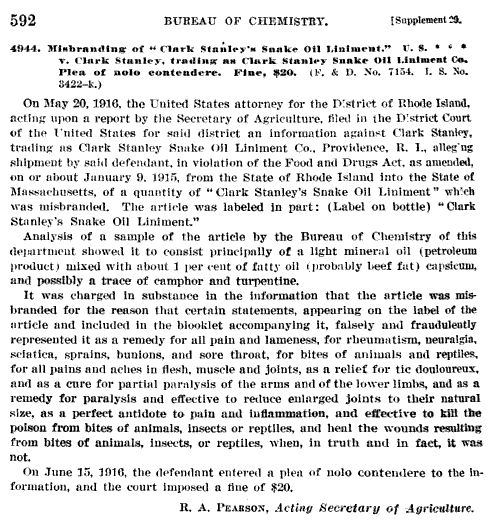
Un rapporto della decisione del 1917 del tribunale distrettuale degli Stati Uniti per il Rhode Island che multò Clark Stanley di 20 dollari per "marchio errato" del suo "Clark Stanley Snake Oil Liniment".

In seguito all'approvazione del Pure Food and Drug Act (1906), nel 1916 il linimento all'olio di serpente di Clark Stanley fu esaminato dal Bureau of Chemistry (il precursore della Food and Drug Administration), si scoprì così che conteneva olio minerale, 1% di grasso (presumibilmente sego), capsaicina di peperoncino, trementina e canfora, la commissione riscontrò quindi un prezzo eccessivo a fronte di un valore limitato. Di conseguenza Stanley dovette affrontare un procedimento giudiziario federale per aver venduto olio minerale in modo fraudolento come "olio di serpente". Nella sua udienza civile del 1916, promossa dai procuratori federali presso la corte distrettuale degli Stati Uniti per il Rhode Island, Stanley dichiarò nolo contendere alle accuse contro di lui, senza ammettere alcuna colpevolezza. La sua richiesta fu accettata e di conseguenza venne multato di 20 $ (circa 538 $ del 2023).
Da allora il termine olio di serpente è diventato nella cultura popolare un riferimento a qualsiasi intruglio senza valore venduto come medicina. Il significato è stato poi esteso per descrivere un ampio raggio di beni, servizi, idee e attività fraudolente, come anche la retorica senza valore in politica. Per ulteriore estensione, il termine "venditore di olio di serpente" in inglese è comunemente usato per descrivere un ciarlatano o un truffatore.

## Implicazioni moderne
Falsi prodotti sanitari, descritti da medici esperti come "olio di serpente", continuano ad essere commercializzati nel corso del XXI secolo, inclusi medicinali a base di erbe, integratori alimentari, prodotti come le campane tibetane (se utilizzate per la guarigione) e trattamenti come la vaporizzazione vaginale. Per esempio la società Goop è stata accusata di "vendere olio di serpente" in riferimento ad alcuni dei suoi prodotti e relative raccomandazioni sanitarie.
Durante la pandemia di COVID-19, l’agenzia di stampa Xinhua ha affermato che il prodotto erboristico Shuanghuanglian può prevenire o curare le infezioni da coronavirus, stimolando le vendite negli Stati Uniti, in Russia e in Cina. Tuttavia, queste affermazioni non hanno alcun fondamento scientifico.